# Chiesa di San Donato in Scopeto
La chiesa di San Donato in Scopeto faceva parte di un monastero situato a Firenze fra l'odierna via Ugo Foscolo e la collina di Bellosguardo poco fuori da Porta Romana.

## Storia e descrizione
L'antico monastero (ve ne sono notizie sin dal 1251, anno della riedificazione, mentre nel 1260 si sa che ne fu discacciato il rettore, Pietro Lanfranco, reo di aver ucciso Alberico di Ruggero Orciolini) era chiesa parrocchiale. Passò ai cistercensi della badia a Settimo nel 1370, mentre nel 1420 papa Martino V la concesse ai canonici agostiniani regolari di San Salvatore di Bologna, meglio noti come Canonici regolari di Santa Maria in Reno. Con gli agostiniani il complesso visse il suo momento di massimo splendore, assicurato da cospicue entrate di denaro (dalla Repubblica fiorentina e da privati, grazie anche al favore del pontefice Eugenio IV) e dal priorato su altre parrocchie nelle vicinanze.
Per questo monastero operarono Neri di Bicci, Sandro Botticelli, ma è soprattutto celebre la vicenda della pala dell'Adorazione dei magi, commissionata a Leonardo da Vinci (1481) e rimasta incompiuta per la partenza del maestro per Milano (oggi si trova agli Uffizi). Per quella stessa opera venne allora incaricato Filippino Lippi (pala oggi sempre agli Uffizi).
Nel novembre 1529, in occasione dell'assedio di Firenze, il monastero e la chiesa furono preventivamente rasi al suolo dagli stessi fiorentini, come quasi tutte le strutture al di fuori delle mura di Firenze. I dipinti furono trasportati altrove e i marmi del portico vennero riutilizzati per il loggiato dinanzi alla chiesa di San Jacopo Soprarno (1575).